# Wynton Marsalis

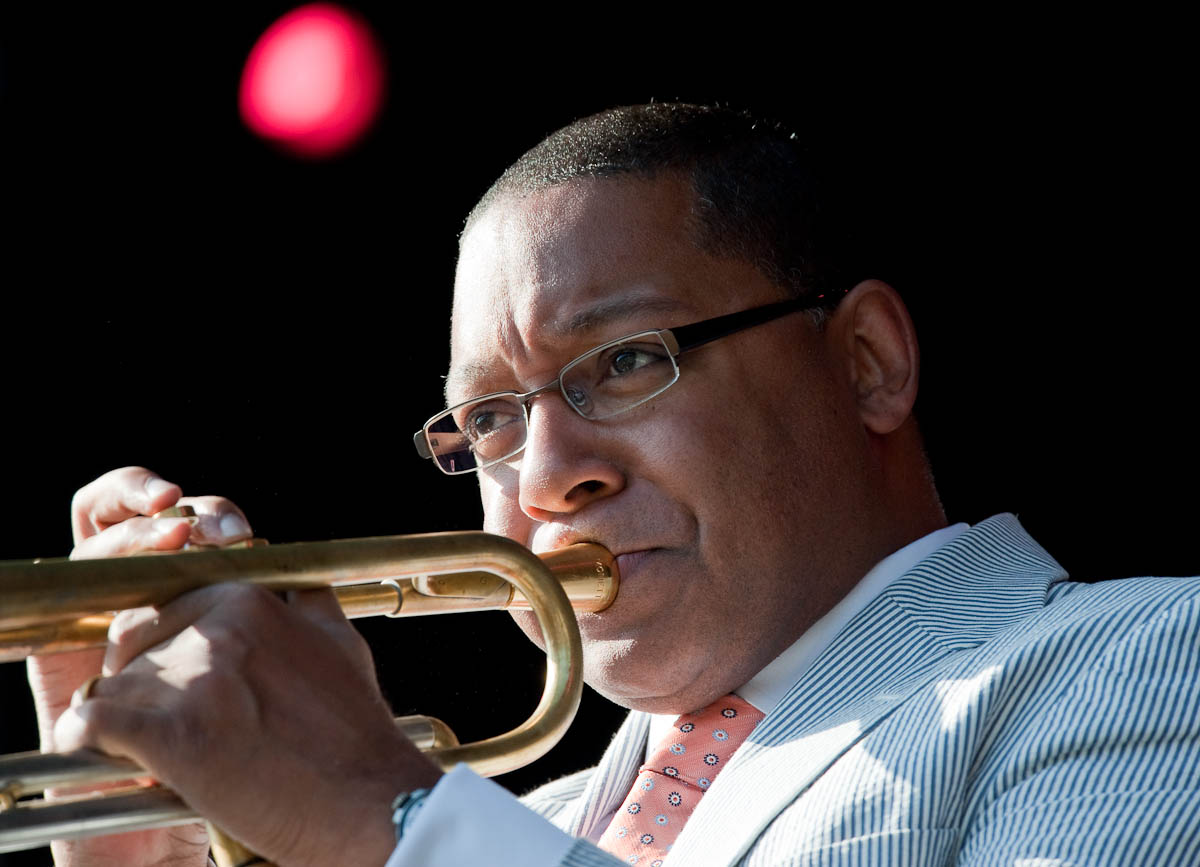
Marsalis actuant a l'Oskar Schindler Performing Arts Center (West Orange, Nova Jersey) el 13 de setembre del 2009.

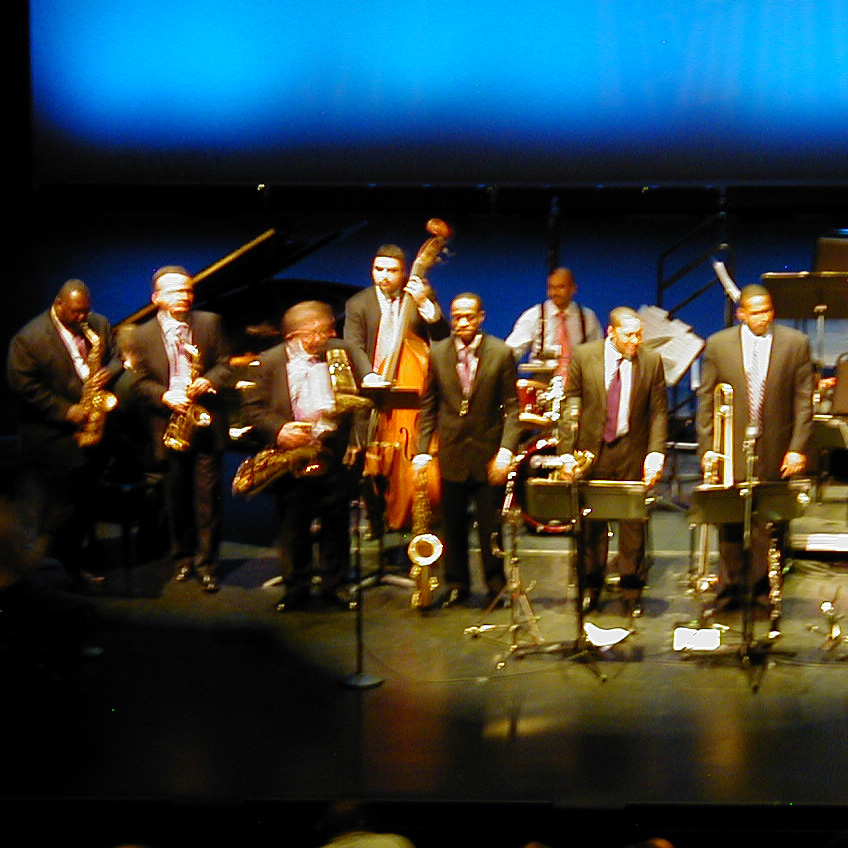
Actuació al Bloomington Center for the Performing Arts (Illinois, els Estats Units) el 19 de gener del 2008 (Marsalis és la segona persona per la dreta).

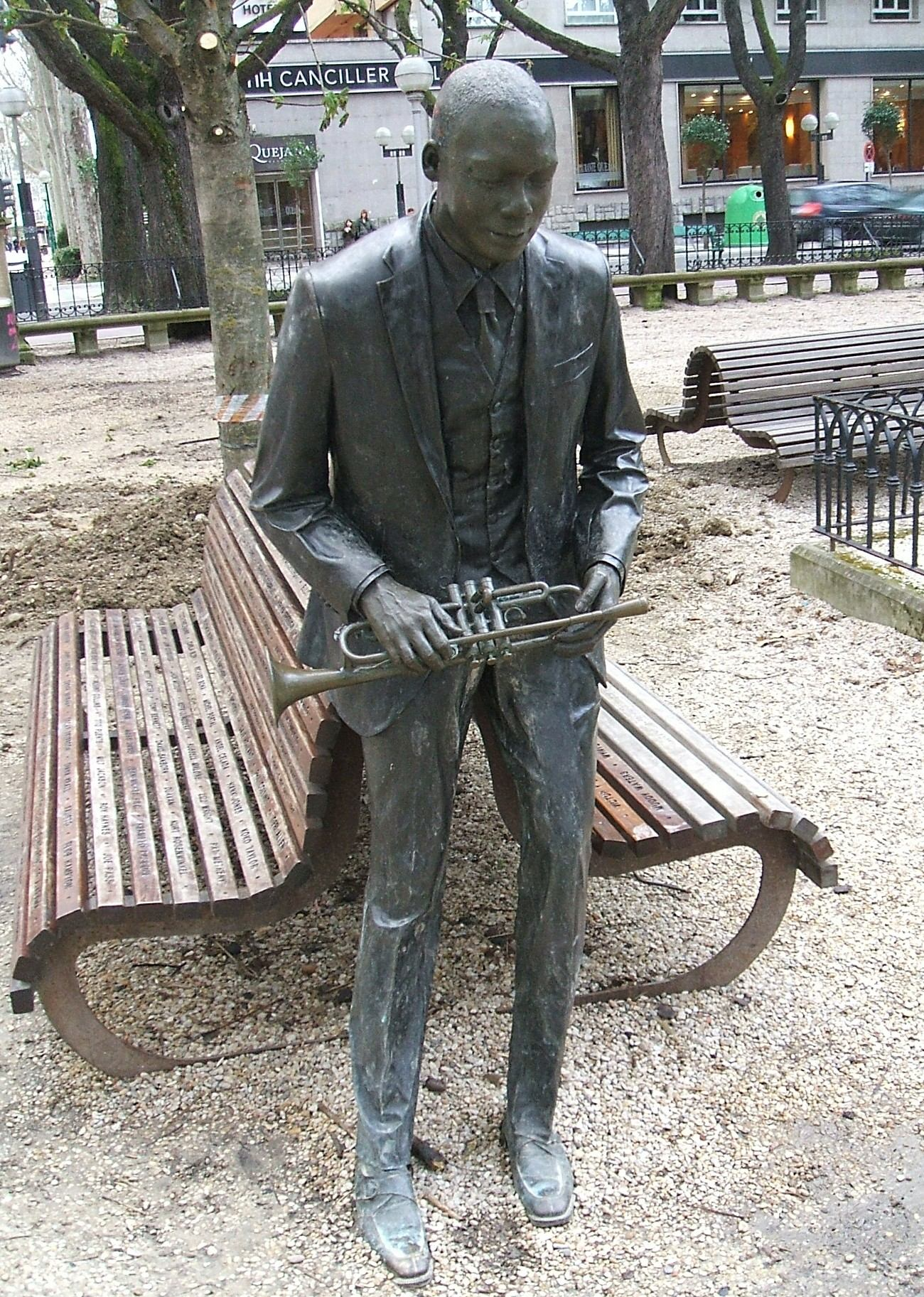
Estàtua de bronze dedicada a Wynton Marsalis al Parque de la Florida (Vitòria, el País Basc).

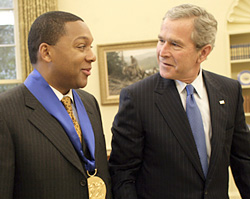
Marsalis amb el president estatunidenc George W. Bush durant el lliurament de la Medalla Nacional de les Arts l'any 2005.

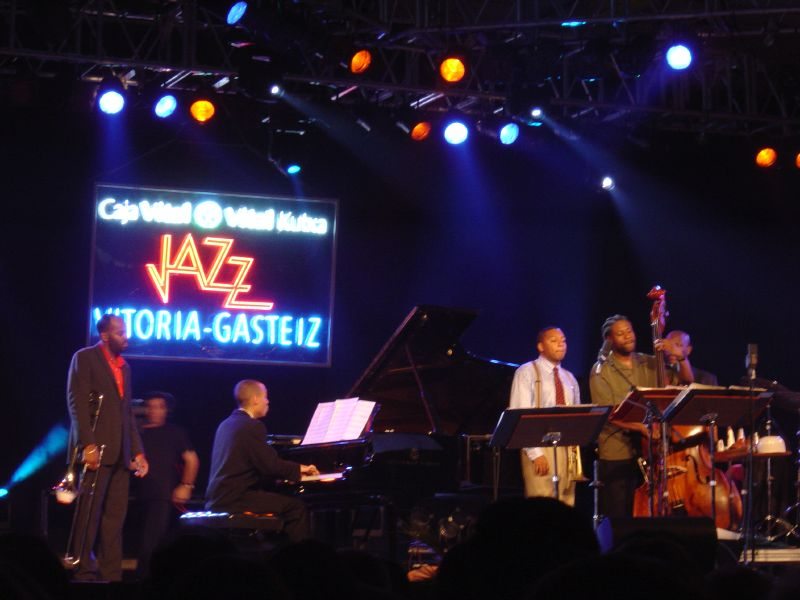
Actuació del Wynton Marsalis Septet al Festival de Jazz de Vitòria

Wynton Marsalis (nascut el 18 d'octubre del 1961) és un músic estatunidenc de fama internacional, compositor, director d'orquestra, pedagog i un destacat defensor de la cultura estatunidenca.

## Biografia
Va néixer a Nova Orleans, Louisiana, el 18 d'octubre de 1961 en una família de sis fills on ell n'era el segon. A una edat molt primerenca va mostrar una bona predisposició per a la música estudiant jazz i música clàssica, i cap als 14 anys va actuar a l'Orquestra Filharmònica de Nova Orleans. Entre els anys 1975 i 1979, Marsalis toca amb la banda local de funk, The Creators, i també amb la New Orleans Symphony Brass Quintet, la New Orleans Community Concert Band, la New Orleans Youth Orchestra i la New Orleans Symphony. L'any 1978 se'n va a Nova York per assistir a la Juilliard School i, més tard, l'any 1980, ingressà als Jazz Messengers i tocà en una gira al quartet de Herbie Hancock. El 1981 començà una gira amb la seua pròpia banda, el 1982 formà el seu propi quintet juntament amb el seu germà Branford al saxo tenor i el 1983 publicà la seua primera gravació d'autors de música clàssica (Trumpet Concertos amb obres de Haydn, Hummel i Mozart). És en aquest darrer any que esdevé el primer i únic artista en guanyar dos premis Grammy el mateix any en les modalitats de música clàssica per Trumpet Concertos i de jazz per Think of One. El 1984 torna a guanyar dos premis Grammy en música clàssica i jazz amb Baroque Music for Trumpet i Hot House Flowers, respectivament. El 1985 aconsegueix altres dos premis Grammy per Black Codes From The Underground i els següents anys seran tot un reguitzell inacabable de distincions i premis que honoraran els seus mèrits artístics. El 1991 farà la seua primera aparició al Festival de Jazz de Marciac (França) i hi actuarà cada any des de llavors. El 1997 guanya el Premi Pulitzer en Música per Blood on the Fields i el 2008 compon i interpreta Abyssinian 200: A Celebration per a commemorar el dos-cents anniversari d'aquesta església baptista de Harlem. L'any 2009, la ciutat de Vitòria li atorga la Medalla d'Or i rep la insígnia de Cavaller de la Legió d'Honor (el guardó més gran que concedeix el govern francès).

## Discografia

### Com a líder
- 1981 Wynton Marsalis
- 1982 Fathers and Sons
- 1983 Trumpet Concertos (Haydn, Mozart, Hummel)
- 1983 Think of One
- 1984 Haydn: Three Favorite Concertos
- 1984 Baroque Music for Trumpet (Purcell, Handel, Torelli, etc.)
- 1984 Hot House Flowers
- 1985 Black Codes (From the Underground)
- 1985 J Mood
- 1986 Marsalis Standard Time, Vol. I
- 1986 Live at Blues Alley
- 1986 Tomasi: Concerto for Trumpet and Orchestra (Tomasi, Jolivet)
- 1987 Carnaval
- 1989 The Majesty of the Blues
- 1989 Best of Wynton Marsalis
- 1989 Copland/Vaughan Williams/Hindemith (Eastman Wind Ensemble)
- 1989 Portrait of Wynton Marsalis
- 1989 Crescent City Christmas Card
- 1989 Baroque Music for Trumpets
- 1990 Tune In Tomorrow... The Original Soundtrack
- 1990 Standard Time Vol. 3: The Resolution of Romance
- 1991 Thick In The South: Soul Gestures In Southern Blue, Vol. 1
- 1991 Uptown Ruler: Soul Gestures In Southern Blue, Vol. 2
- 1991 Levee Low Moan: Soul Gestures In Southern Blue, Vol. 3
- 1991 Standard Time Vol. 2: Intimacy Calling
- 1992 Concert for Planet Earth Blue Interlude
- 1992 Baroque Duet
- 1992 Baroque Duet (amb Kathleen Battle)
- 1992 Citi Movement
- 1993 On the Twentieth Century…: Hindemith, Poulenc, Bernstein, Ravel
- 1994 In This House, On This Morning
- 1994 Greatest Hits: Handel
- 1995 Why Toes Tap: Marsalis on Rhythm
- 1995 Listening for Clues: Marsalis on Form
- 1995 Tackling the Monster: Marsalis on Practice (VHS)
- 1995 Sousa to Satchmo: Marsalis on the Jazz Band
- 1995 Greatest Hits: Baroque
- 1995 Joe Cool's Blues (amb Ellis Marsalis)
- 1996 In Gabriel's Garden
- 1997 Liberty!
- 1997 Jump Start and Jazz
- 1997 Blood on the Fields
- 1998 Classic Wynton
- 1998 The Midnight Blues: Standard Time, Vol. 5
- 1999 Reeltime
- 1999 Mr. Jelly Lord: Standard Time, Vol. 6
- 1999 Listen to the Storyteller
- 1999 Sweet Release and Ghost Story: Two More Ballets by Wynton Marsalis
- 1999 Los Elefantes (amb Arturo Sandoval)
- 1999 At the Octoroon Balls - String Quartet Núm. 1; A Fiddler's Tale Suite, Franz Joseph Haydn
- 1999 Big Train (The Lincoln Center Jazz Orchestra)
- 1999 Marsalis Plays Monk: Standard Time, Vol. 4
- 2000 The London Concert
- 2000 The Marciac Suite
- 2001 Here...Now (Free web downloads)
- 2001 Classical Hits,
- 2001 Popular Songs: The Best Of Wynton Marsalis
- 2002 All Rise
- 2002 Trumpet Concertos
- 2002 Classic Kathleen Battle: A Portrait
- 2003 Half Past Autumn Suite Irvin Mayfield, Basin Street Records
- 2003 Mark O'Connor's Hot Swing Trio: In Full Swing
- 2004 The Magic Hour
- 2004 Unforgivable Blackness: The Rise and Fall of Jack Johnson
- 2005 Live at the House of Tribes
- 2007 From the Plantation to the Penitentiary
- 2007 Here...Now (Internet-Only Album)
- 2008 Standards & Ballads (compilació: 1983-1999)
- 2008 Willie Nelson & Wynton Marsalis: Two Men With The Blues
- 2009 He And She
- 2009 Christmas Jazz Jam
- 2010 From Billie Holiday to Edith Piaf: Live in Marciac
- 2011 Here We Go Again: Celebrating the Genius of Ray Charles[3]

### Com a acompanyant
Amb Art Blakey
- Album of the Year (1981)
- Straight Ahead (1981)

Amb Chico Freeman
- Destiny's Dance (1981)

Amb Herbie Hancock
- Quartet (1981)

Amb Joe Henderson
- Lush Life: The Music of Billy Strayhorn (1992)

## Premis
- 1988: doctor en Música per la Brown University i la Southern University de Nova Orleans.
- 1990: doctor en Música per la Universitat Estatal de Nova York.
- 1992: doctor en Música per la Universitat de Boston.
- 1993: doctor of Philosophy in Arts per l'Academy of Southern Arts and Letters.
- 1994: doctor en Música per la Universitat de Miami.
- 1995: doctor of Humane Letters pel Hunter College, doctor en Música per la Manhattan School of Music, doctor of Arts per la Universitat de Princeton i doctor en Música per la Universitat Yale.
- 1996: Doctor of Humane Letters per la Brandies University, doctor en Música per la Universitat de Colúmbia, Doctor of Humane Letters per la Governors State University, doctor en Belles Arts pel Rensselaer Polytechnic Institute, membre d'honor de la Royal Academy of Music i doctor en Belles Arts per la Universitat de Scranton.
- 1997: doctor en Música per l'Amherst College, la Howard University i la Universitat de Long Island, i doctor en Belles Arts per la Rutgers University.
- 1998: doctor en Belles Arts pel Bard College i Doctor of Humane Letters pel Haverford College.
- 1999: doctor en Belles Arts per la University of Massachusetts Amherst.
- 2000: doctor en Arts pel Middlebury College i doctor en Música per la Universitat de Pennsilvània.
- 2001: Doctorate of Humane Letters per la Clark Atlanta University i doctor en Belles Arts pel Connecticut College.
- 2004: doctor en Belles Arts pel Bloomfield College.
- 2007: doctor en Belles Arts per la Universitat de Nova York.[1]